# Kantano Habimana
Kantano Habimana, surnommé Kantano, est un animateur radio de la fin du XXe siècle. Il a exercé à la radio télévision libre des Mille Collines (RTLM), qui a joué un rôle clé dans la propagande favorable au génocide des Tutsi au Rwanda. Comme ses collègues, Habimana a incité aux violences contre les Tutsi et contre les Hutu modérés.
Il était l'animateur qui occupait le plus long temps d'antenne sur la RTLM, sa popularité étant attribuée à « son style déjanté et comique ». Pendant ses heures d'antenne, les auditeurs appréciaient son charisme, son sens de l'humour et sa capacité à parler abondamment « comme si les gens se trouvaient juste devant lui, tactique efficace pour retenir l'attention ».

## Biographie

### Jeunesse
La vie de Kantano Habimana, dont sa date de naissance, n'est pas connue avant son intégration dans la RTLM. Il obtient un diplôme de master pendant qu'il étudie le journalisme à Léningrad en Union soviétique et il travaille ensuite pour les journaux rwandais Imvaho et Umurwanashyaka.

### Radio télévision libre des Mille Collines
Habimana est souvent considéré comme l'animateur le plus populaire de la RTLM et celui qui y occupe, de loin, le plus long temps de parole : ses interventions représentent environ 33 % des émissions. Une enquête anthropologique menée sur le terrain au Rwanda montre que les Tutsi et les Hutu interrogés déclarent qu'il était célèbre à cause de ses talents d'orateur. Avant le génocide, Habimana tient un discours plus modéré sur les tensions inter-ethniques que la majorité des partisans du Hutu Power. Par exemple, en décembre 1993, il déclare sur les ondes : « Tous les Tutsi ne sont pas méchants, il y en a parmi eux qui sont méchants. Tous les Hutu ne sont pas tous bons, il y en a qui sont méchants. Parmi les ethnies, parmi les Twa, il y en a qui ne sont pas bons ... c’est dire donc que parmi toutes les ethnies du Rwanda, parmi tous les hommes, l’homme reste homme. Mais quel type d’homme est cette personne qui s’est mis en tête que la RTLM déteste les Tutsi ? ».
Toutefois, pendant le génocide, Habimana diffuse régulièrement le nom, la localisation précise et la plaque d'immatriculation de personnes prétendument complices du Front patriotique rwandais,, ce qui revenait à désigner les personnes indiquées comme des cibles de violences et d'assassinats par les milices Impuzamugambi et Interahamwe. Habimana proposait des conseils à ses auditeurs sur la méthode pour identifier des Tutsi, déclarant que les Tutsi sont reconnaissables à leur taille et leur apparence physique. Il conseillait à ses auditeurs de « regarder la taille et l'apparence d'une personne... regardez son petit nez, puis cassez-le ».
Le 20 juin 1994, Habimana prononce un discours enflammé à destination des auditeurs, les exhortant à accueillir les troupes françaises avec le plus grand enthousiasme. Il va jusqu’à suggérer que les femmes devraient "offrir du bon temps" aux militaires. Ce discours s’inscrit dans le cadre de l’opération Turquoise, une intervention menée par la France sous l’égide de l’ONU. Cependant, cette opération fait l’objet de vives critiques, étant accusée de soutenir davantage les membres du régime hutu que de protéger les Tutsis.
Habimana insiste sur l'importance d'écrire "de beaux mots pour accueillir la France", allant jusqu'à encourager des slogans tels que "Vive la France, vive Mitterrand !" à figurer sur les couronnes des maires. Il demande également aux enfants de composer des danses pour les troupes françaises, insistant sur l’union de toutes les classes sociales pour participer à cet accueil. Le but affiché est de s'assurer du soutien du militaire français,  présenté comme crucial pour contrer les Tutsis, qu’il présente comme mangeurs de chair humaine. Il conclut ce discours en diffusant la chanson 'Les Champs-Élysées' de Joe Dassin. 

### Vie après le génocide
Au cours d'une audience judiciaire le 15 mars 1994, avant le génocide, pour « incitation à la haine entre les citoyens », Habimana déclare que les animateurs de la RTLM ne sont que du « menu fretin » comparés aux directeurs comme Ferdinand Nahimana ; par conséquent, ils ne portent qu'une faible responsabilité dans les massacres.
D'après certaines sources, Habimana a succombé aux effets du sida en République démocratique du Congo, à une date indéfinie entre 1998 et 2002,.

### Documentation
- [PDF] (en) Darryl Li, « Echoes of violence : considerations on radio and genocide in Rwanda », Journal of Genocide Research, Routledge, vol. 6, no 1,‎ 2004, p. 9-27 (DOI 10.1080/1462352042000194683, lire en ligne)
- [PDF] TPIR, Chambre de 1e instance I, « Le Procureur c. Ferdinand Nahimana, Jean-Bosco Barayagwiza, Hassan Ngeze : Jugement et sentence », sur unictr.irmct.org, 3 décembre 2003 (consulté le 10 août 2021)